# Keigo Seki
Keigo Seki (関 敬吾, Seki Keigo), 15 juillet 1899 - 26 janvier 1990, est un folkloriste japonais. Influencé par Kunio Yanagita, il arrive souvent à des conclusions différentes relativement aux mêmes contes folkloriques. Après avoir recueilli et compilé des contes folkloriques, Seki les a également répartis en une série de catégories.
Natif de la préfecture de Nagasaki, Seki est diplômé de l'Université Tōyō.

## Titre principal
- Nihon Mukashibanashi Shūsei (日本昔話集成?, Compilation de contes folkloriques japonais)

## Source de la traduction
- (en) Cet article est partiellement ou en totalité issu de l’article de Wikipédia en anglais intitulé « Keigo Seki » (voir la liste des auteurs).
- Notices d'autorité :   - VIAF
  - ISNI
  - BnF (données)
  - IdRef
  - LCCN
  - GND
  - Italie
  - Japon
  - CiNii
  - Pays-Bas
  - Israël
  - NUKAT
  - Norvège
  - Tchéquie
  - WorldCat